# Bệnh viện Đa khoa Hoàn Mỹ Đà Nẵng
Bệnh viện Đa khoa Hoàn Mỹ Đà Nẵng là một bệnh viện đa khoa tư nhân, có trụ sở tại 291 Nguyễn Văn Linh, Thạc Gián, Thanh Khê, Đà Nẵng.

## Thành tích
- Huân chương Lao động hạng Ba (2012)[2][3]